# Enrique Briones
Enrique Briones Pérez de la Blanca (Granada, 4 de septiembre de 1962) es un deportista español que compitió en remo. Ganó tres medallas en el Campeonato Mundial de Remo entre los años 1982 y 1984.

## Palmarés internacional
| Campeonato Mundial | Campeonato Mundial | Campeonato Mundial | Campeonato Mundial        |
| Año                | Lugar              | Medalla            | Prueba                    |
| ------------------ | ------------------ | ------------------ | ------------------------- |
| 1982               | Lucerna (Suiza)    | Medalla de plata   | Cuatro sin timonel ligero |
| 1983               | Duisburgo (RFA)    | Medalla de oro     | Ocho con timonel ligero   |
| 1984               | Montreal (Canadá)  | Medalla de bronce  | Ocho con timonel ligero   |